# Risikowahrnehmung
Risikowahrnehmung (englisch risk perception) ist die Wahrnehmung von Risiken durch Privatpersonen, Unternehmen oder den Staat mit seinen Untergliederungen (sog. Wirtschaftssubjekte), denen sie selbst, ihre Gesundheit, ihr Vermögen und ihre Umwelt ausgesetzt sind oder sein können. Die Wahrnehmung desselben Risikos kann durch mehrere Wirtschaftssubjekte unterschiedlich ausfallen. 

## Allgemeines
Wirtschaftssubjekte sind von den unterschiedlichsten Risiken bedroht, so dass die Risikowahrnehmung von großer Bedeutung für Menschen als (potenzielle) Risikoträger ist. Unternehmen betreiben Risikomanagement, um die Risiken aufzuspüren und zu managen; ähnliche Aktivitäten können auch die anderen Wirtschaftssubjekte ergreifen. Die Analyse der Risikowahrnehmung hat sich deshalb in den Sozialwissenschaften im Rahmen der Hazard- und Risikoforschung etabliert. Ziel dieser Forschung ist es zu erklären, wie Menschen Gefahren für Gesundheit und Vermögen (wie Unfälle, Krankheiten oder Naturkatastrophen) einschätzen und warum diese Einschätzung große Unterschiede aufweisen kann. Vor allem die Kernkraft hat in kontroversen Diskussionen gezeigt, wie unterschiedlich die Risikowahrnehmung sein kann; dies war die Geburtsstunde der Forschung über die Risikowahrnehmung. Die gesetzliche Vorgabe, sämtliche in Deutschland vorhandenen Kernkraftwerke bis zum 31. Dezember 2022 abzuschalten (§ 7 Abs. 1a Atomgesetz), gründet auf der Auffassung, dass sich die Risikowahrnehmung der Kernenergie in der deutschen Bevölkerung durch die Nuklearkatastrophe von Fukushima eminent verändert hat.
Die Risikowahrnehmung betrifft lediglich einen Teilbereich allgemeiner menschlicher Wahrnehmung. Letztere ist dadurch gekennzeichnet, dass aufgrund sensorischer Leistungen der Sinnesorgane die Sinnesdaten wahrgenommen werden. Dabei ist zu beobachten, dass dieselben Sinnesdaten von mehreren Menschen unterschiedlich wahrgenommen werden. Bestehen die wahrzunehmenden Sinnesdaten ausschließlich aus Risiken, so neigen Risikoträger oftmals dazu, relativ unbedeutende Risiken zu überschätzen und hohe Risiken zu unterschätzen oder gar zu negieren. Zudem ist zu beobachten, dass dasselbe Risiko durch mehrere Risikoträger unterschiedlich bewertet wird. Das liegt an der subjektiven Einschätzung von Eintrittswahrscheinlichkeit und möglichem Schadensereignis durch Laien, die von objektiven Risikoanalysen und Risikobeurteilungen durch Fachkräfte systematisch abweicht.

## Definitionen
Das noch relativ junge Forschungsgebiet der Risikowahrnehmung zeigt sich bereits bei der Vielzahl von Definitionen dieses Begriffs. Bei der Risikowahrnehmung im Rahmen des Konsumverhaltens sehen sich Konsumenten der Ungewissheit gegenüber, dass sie die Konsequenzen ihrer Kaufentscheidung nicht vorhersehen können. Risikowahrnehmung ist für Bernd Rohrmann die menschliche Bewertung und Beurteilung von Gefahren, denen die Menschen, ihr Eigentum oder ihre Umgebung ausgesetzt sind oder sein können. In dieser Definition verschwimmt die Risikowahrnehmung als reiner Erkennung von Risiken mit den erst später folgenden Stufen der Risikobewertung und Risikobeurteilung. Risikowahrnehmung hängt zusammen mit Denken, Glauben und Konstrukten. „Risikowahrnehmung beschreibt die Aufnahme und Verarbeitung von direkten Sinneswahrnehmungen oder von Informationen in Bezug auf Risiken oder Gefahren“. Risikowahrnehmung ist das „Wissen um die Möglichkeit zukünftiger Schäden, die sich im Rahmen bestimmter Handlungen ereignen können.“ Letztere Definition übersieht, dass Risiken auch ohne Handlungen des Risikoträgers entstehen können (Naturkatastrophen).

## Wissensunterschiede und Risikoeinstellung
Selbstverständlich kann man bei Laien nicht das Wissen voraussetzen, das erforderlich ist, um Risiken mit wissenschaftlicher Präzision zu erkennen; deshalb ist es nicht verwunderlich, dass sich Laien und Experten bei der Risikobewertung zum Teil beträchtlich unterscheiden. Selbst Experten untereinander nehmen dasselbe Risiko unterschiedlich wahr. Sie gewichten ein Risiko (zunächst) nach dem Schweregrad der zu erwartenden Schädigung und beschreiben es (oft) mit einer durchschnittlichen Verlusterwartung je Zeitspanne und Raum, Laien nehmen dagegen Risiken als ein komplexes, mehrdimensionales Phänomen wahr, bei dem die von einem selbst geschätzten Verlusterwartungen (geschweige denn die statistisch ermittelte Verlusterwartung) nur eine untergeordnete Rolle spielen.
Entscheidend ist bei Laien und Experten insbesondere deren Risikoeinstellung als subjektive Bereitschaft eines Entscheidungsträgers bei der Auswahl einer Handlungsalternative. Die Risikowahrnehmung wird von der Risikoeinstellung beeinflusst. Der Risikoscheue nimmt potenzielle Risiken eher wahr als der Risikofreudige, für den der Risikobeginn erst bei größeren Risiken eintritt (selektive Wahrnehmung). Von einer falschen Risikowahrnehmung wird gesprochen, wenn eine positive oder negative Wahrnehmungsabweichung zum objektiven Risiko vorliegt. Bei einer positiven Wahrnehmungsabweichung wird das Risiko überschätzt, bei einer negativen unterschätzt.

## Arten
Risikowahrnehmungen lassen sich Paul Slovic zufolge in drei Kategorien unterteilen:
- „Riskante Risiken“ (englisch risky risks): Die Bekanntheit von Risiken dominiert (etwa bei Alkohol, Drogen, Zigaretten).
- Risiko-Nutzen-Abwägungen (englisch risk-benefit-items): Die Abwägungen fallen entweder positiv (Auto, Flugzeug) oder negativ (Additive, Lebensmittelzusatzstoffe) aus.
- Große Bedrohungen (englisch mega threats): Hierzu gehören mit Ängsten verbundene Risikoquellen (wie AIDS, Gentechnologie, Kernenergie).

Nur bei positiv ausfallenden Risiko-Nutzen-Abwägungen werden Risiken bewusst in Kauf genommen (Menschen fliegen mit dem Flugzeug, obwohl es abstürzen könnte).

## Risikofaktoren
Die menschliche Risikowahrnehmung wird durch folgende Faktoren beeinflusst: 
- quantitative Risikofaktoren sind die Eintrittswahrscheinlichkeit von Risiken und deren potenzielle Schadenshöhe;
- qualitative Risikofaktoren[16] sind gekennzeichnet durch die Art der Freiwilligkeit, Kontrollierbarkeit, eigene oder fremde Verantwortlichkeit, Bekanntheitsgrad, Vermeidbarkeit, zeitlicher Risikoeintritt (plötzlich oder verzögert);
- sozio-demografische Risikofaktoren: Lebensalter, Familienstand, Personen im Haushalt, Anzahl der Kinder;
- sozio-ökonomische Risikofaktoren: Bildung, Beruf, Einkommen;
- Gesundheitsfaktoren: Gesundheitsrisiko;
- psychografische Risikofaktoren reflektieren die Persönlichkeit des Risikoträgers;
- soziale Risikofaktoren sind Familie, Freunde, soziales Milieu;
- soziokulturelle Risikofaktoren beeinflussen die Risikowahrnehmung durch Wertvorstellungen, soziale Normen, gesellschaftliche Einflüsse und kulturelle Identität.

Sie alle beeinflussen isoliert oder kombiniert die Risikowahrnehmung. Diese hängt oft vom Lebensalter ab, denn junge Menschen nehmen tendenziell weniger Risiken wahr als ältere.

## Beispiele
Vulkan
Der Wissenschaftliche Beirat der Bundesregierung Globale Umweltveränderungen (WBGU) hat im Jahre 1999 die unterschiedliche Risikowahrnehmung anhand eines Vulkans beschrieben. Ein deutscher Vulkanologe und ein Javaner stehen vor dem Vulkan Merapi auf Java. Der Wissenschaftler sieht einen Vulkan, der durch chemisch-physikalische Prozesse Spuren früherer Eruptionen zeigt und jederzeit wieder ausbrechen kann. Zudem fragt er sich, wie man durch ein Frühwarnsystem die betroffene Bevölkerung schützen könne. Der Javaner sieht dagegen in dem Berg mit dem Vulkankrater eine Manifestation der Macht überirdischer Wesen und damit ein Heiligtum als Verbindung zwischen Geisterreich und Menschen. Der Vulkan bricht aus, sobald ein politischer Führer gegen die von der Geisterwelt aufgestellten Gesetze verstößt.
Anleger
Die Risikowahrnehmung eines Anlegers umfasst sämtliche Aktivitäten, um die für ihn relevanten Märkte (Finanzmarkt), Finanzprodukte und Anbieter zu beobachten. Abgeglichen und ergänzt werden diese Daten mit Motiven, Anlagezielen, Empfindungen und Gefühlen, so dass dieselbe Anlageform von mehreren Anlegern unterschiedlich beurteilt wird. Die unterschiedlichen Risikoeinstellungen der Anleger kommen in deren Zuordnung zu verschiedenen Risikoklassen zum Ausdruck.
Versicherung
Ein Risikoträger ist erst bereit, ein Risiko zu versichern, wenn er ein Risiko als Problem wahrgenommen hat, wenn die Möglichkeit der Versicherung bekannt ist, die Versicherung als Problemlösung akzeptiert wird und ein konkreter Versicherungsschutz bekannt ist. Dabei ist zu berücksichtigen, dass bestimmte Anschaffungen (wie beispielsweise ein Kraftfahrzeug) mit dem Abschluss von Pflichtversicherungen (Kfz-Haftpflichtversicherung) verbunden sind.

## Risikobewältigung
Werden Risiken wahrgenommen, muss in der nächsten Stufe eine Risikoidentifikation, danach eine Risikoanalyse, Risikoquantifizierung, Risikoaggregation, Risikobeurteilung und schließlich eine Risikobewertung vorgenommen werden. Dann kann der Risikoträger entscheiden, ob und inwieweit er eine Risikobewältigung vornimmt. Diese kann – je nach Risikoart – geschehen durch Risikovermeidung, Risikominderung, Risikodiversifikation, Risikoüberwälzung (Problem der Versicherbarkeit) oder Risikovorsorge. Betreibt er keine Risikobewältigung, so muss er eintretende Schäden selbst tragen, notfalls seine Gesundheit riskieren oder gar sein Leben aufs Spiel setzen (Risikosportler).